# Aixuvak Khan
Aixuvak Khan (en kazakh Айшуақ хан, de vegades transcrit Aishuak Khan) fou kan de l'Horda Petita Kazakh del 1797 al 1803. Era fill d'Abu l-Khayr Khan.
El 1749 fou enviat pel seu germà Nurali Khan com a ostatge dels russos. El 1750 Aixuvak va ser bescanviat per un fill de Nurali, de nom Pirali, que tenia només 5 anys. A la primavera del 1750 Aixuvak, amb els seus amics i un contingent de kazakhs va fer una ràtzia contra una tribu anomenada els aralians que depenien del kan de Khivà, fent nombrosos presoners, i agafant cavalls i altres objectes.
El 1759 el governador rus Nepluief fou substituït i el nou comandant va tractar a Nurali Khan amb poca cortesia i d'altra banda els calmucs (subjectes russos) van atacar alguns kazakhs el que va comportar la revenja del kan. Els seus atacs es van renovar l'any següent (1760) provocant les represàlies russes. Aixuvak i el seu germà Erali, irritats per la descortesia del governador, van començar a atacar caravanes. La situació es va calmar quan les autoritats de Sant Petersburg van assignar als caps kazakhs una pensió anual i es van enviar ordes a Orenburg de tractar als kazakhs amb consideració i de distribuir regals entre ells de manera generosa; s'ordenava també construir estables i tancats pels ramats kazakhs per l'hivern per evitar que aquestos haguessin de ser portats a la frontera xinesa deixant despoblat un important territori pel que passaven les rutes comercials de l'Àsia central.
Nurali Khan, el seu germà Aixvak i l'antic kan de Khivà, Ghaip Khan (que havia perdut el tron feia temps i ara vivia amb l'Horda Petita), van lluitar (1770-1771) contra els torguts calmucs fins a la frontera xinesa i van perdre un gran nombre de presoners; Aixuvak va derrotar a una secció de torguts a Saghiz; Nurali els va derrotar més a l'est, i en general els kazakhs foren victoriosos en topades a les muntanyes Mugajar i al riu Ishim. La famosa fugida dels torguts va tenir lloc el 1771.
El 1786 els russos van desterrar a Aixuvak a Uralsk. Va poder tornar després del 1791. A la mort del seu nebot Yeshim Khan (1797) el govern de l'Horda Petita fou confiat pels russos (el baró Igelstrom tornava a ser governador) a un consell amb dos representants de cada tribu (nomenats per Igelstrom), i el vell Aixuvak va ser nomenat president del consell; la seu del consell es va establir a la riba del Khobda. Sirim Batir, hostil als russos i que havia matat en combat a Yeshim Khan, va atacar les línies frontereres russes (1797).
Mentre els kazakhs insistien a demanar un kan i es va convocar una assemblea el 1797 on es van proposar dos candidats: Aixuvak, poc abans nomenat president del consell, i Karatai, fill de Nurali Khan. Els russos van donar suport al primer que fou elegit i poc després fou confirmat per l'emperador Pau I de Rússia (que havia pujat al tron el 17 de novembre de 1796). Però era molt vell i difícilment podia controlar als kazakhs. El 1797-1798 els cosacs de l'Ural van començar a prendre represàlies pels atacs de Sirim Batir i van capturar milers de cavalls; els buturs i els baixkirs van fer el mateix amb els ramats. Sirim va contraatacar atacant les caravanes russes, provocant noves represalies. L'Horda pràcticament es va desintegrar i alguns es van unir a l'Horda Mitjana, altres van emigrar al Sir Darya on van sotmetre als karakalpaks i van elegir kan a Abu l-Ghazi Khan, fill de Ghaip Khan, i uns altres van lluitar contra els turcmans i els van arrabassar gran part del territori d'Ust Urt. Aixuvak es va haver de refugiar a territori rus. La presidència del consell la va deixar en mans de Bukey, fill de Nurali Khan.
Aixuvak greument malalt, va abdicar el 1805 i va morir poc després i el va succeir el seu fill Jantiura Khan (Zhantore Khan)